# An Bình A
An Bình A là một phường thuộc thành phố Hồng Ngự, tỉnh Đồng Tháp, Việt Nam.

## Địa lý
Phường An Bình A nằm ở phía tây nam thành phố Hồng Ngự, có vị trí địa lý:
- Phía đông giáp phường An Bình B
- Phía tây giáp huyện Hồng Ngự với ranh giới là sông Tiền
- Phía nam giáp huyện Tam Nông
- Phía bắc giáp phường An Lộc và xã Bình Thạnh.

Phường An Bình A có diện tích 27,03 km², dân số năm 2019 là 14.379 người, mật độ dân số đạt 532 người/km².

## Hành chính
Phường An Bình A được chia thành 5 khóm: An Hòa, An Lộc, An Lợi, An Phước, An Thịnh.

## Lịch sử
Địa bàn phường An Bình A trước đây là một phần xã An Bình, huyện Hồng Ngự.
Ngày 22 tháng 4 năm 1989, Hội đồng Bộ trưởng ban hành Quyết định 41-HĐBT. Theo đó, chia xã An Bình thành hai xã An Bình A và An Bình B.
Ngày 30 tháng 11 năm 2004, Chính phủ ban hành Nghị định 194/2004/NĐ-CP. Theo đó, điều chỉnh 400,54 ha diện tích tự nhiên và 7.811 người của xã An Bình A về thị trấn Hồng Ngự quản lý.
Sau khi điều chỉnh địa giới hành chính, xã An Bình A còn lại 2.734,08 ha diện tích tự nhiên và 14.127 người.
Ngày 23 tháng 12 năm 2008, Chính phủ ban hành Nghị định 08/NĐ-CP. Theo đó, thành lập thị xã Hồng Ngự từ một phần diện tích và dân số của huyện Hồng Ngự, xã An Bình A thuộc thị xã Hồng Ngự.
Ngày 18 tháng 9 năm 2020, Ủy ban Thường vụ Quốc hội ban hành Nghị quyết 1003/NQ-UBTVQH14 (nghị quyết có hiệu lực từ ngày 1 tháng 11 năm 2020). Theo đó, thành lập phường An Bình A thuộc thị xã Hồng Ngự trên cơ sở toàn bộ 27,03 km² diện tích tự nhiên và 14.739 người của xã An Bình A; thành lập thành phố Hồng Ngự thuộc tỉnh Đồng Tháp trên cơ sở toàn bộ diện tích và dân số của thị xã Hồng Ngự.